# Ossificatiepunt
Een ossificatiepunt of ossificatiekern is een andere naam voor een beenkern, een punt waar de verbening begint.
Bij dit punt worden de kraakbeencellen groter en rangschikken zij zichzelf in rijen. De matrix waarin zij gelegen zijn groeit in hoeveelheid, zodat de cellen steeds verder uit elkaar komen te liggen. De matrix wordt langzaam opgevuld met kalkhoudend materiaal, waardoor zich langzaam bot vormt.
De matrix waarin ze zijn ingebed neemt in hoeveelheid toe, zodat de cellen verder van elkaar worden gescheiden. In deze matrix vindt een afzetting van kalkhoudend materiaal plaats, tussen de rijen cellen, zodat ze van elkaar worden gescheiden door longitudinale kolommen van verkalkte matrix, met een korrelig en ondoorzichtig uiterlijk.
Op sommige plaatsen wordt de matrix tussen twee cellen van dezelfde rij ook verkalkt, en dwarsbalken van verkalkte stof strekken zich uit van de ene kalkkolom naar de andere.
Zo zijn er longitudinale groepen van de kraakbeencellen die zijn ingesloten in langwerpige holtes, waarvan de wanden zijn gevormd uit verkalkte matrix die alle voeding van de cellen afsnijdt; de cellen atrofiëren bijgevolg, waardoor ruimten achterblijven die de primaire areolæ worden genoemd.